# Cerovica (Samobor)
Cerovica je naselje na Žumberačkoj gori, u mikroregiji Žumberka Središnje Hrvatske, 23 km zapadno od grada Samobora, te je u sastavu Grada Samobora, Zagrebačka županija. Nalazi se na nadmorskoj visini od 630 metara, a površina naselja iznosi 1,61 km2.

## Stanovništvo
Prema popisu stanovništva iz 2011. godine, naselje je imalo 5 stanovnika, a 3 obiteljska kućanstava prema popisu iz 2001.
| broj stanovnika | 62    | 66    | 79    | 96    | 71    | 73    | 62    | 54    | 37    | 42    | 36    | 29    | 16    | 6     | 6     | 5     | 4     |
|                 | 1857. | 1869. | 1880. | 1890. | 1900. | 1910. | 1921. | 1931. | 1948. | 1953. | 1961. | 1971. | 1981. | 1991. | 2001. | 2011. | 2021. |

## Znamenitosti
- Kurija Vergot